# Les Bretonnes au Pardon
Les Bretonnes au Pardon ist ein Gemälde des französischen Malers Pascal Dagnan-Bouveret aus dem Jahr 1887. Das Bild entstand auf dem Höhepunkt des Naturalismus in der Bretagne, dessen ländliches Leben sich zur Entstehungszeit des Werkes im Blickfeld vieler Künstler befand. 
Dargestellt ist eine Szene eines für die Bretagne typischen Prozessionszuges mit der Bitte um Vergebung, dem Pardon. Dagnan-Bouveret hielt die Szene in Rumengol zunächst fotografisch fest und fertigte auf dieser Basis im Atelier das Gemälde an.
Das Bild mit den Maßen 125 × 141 cm befindet sich im Besitz des Museu Calouste Gulbenkian in Lissabon.